# Eucereon quadricolor
Eucereon quadricolor là một loài bướm đêm thuộc phân họ Arctiinae, họ Erebidae.